# Erwin Kreuz
Erwin Kreuz (* 23. Oktober 1927; † 2010 in Peiting, Bayern) war ein westdeutscher USA-Tourist, der 1977 internationale Bekanntheit erlangte, weil er die Stadt Bangor in Maine (Nordostküste) mit San Francisco in Kalifornien (Südwesten) verwechselte, und damit zwei Orte, die 6000 Kilometer voneinander entfernt liegen. Der Vorfall machte Kreuz zu einer folkloristischen Figur, deren Geschichte in verschiedenen Medien als ikonisches (wenn auch extremes) Beispiel eines Flugreisenden erzählt wird, der sein beabsichtigtes Ziel nicht erreicht.

## Leben
Kreuz verließ 1945 als junger Soldat die Sowjetische Besatzungszone und ließ sich in Bayern nieder. Er war Brauereiarbeiter in Adelsried, einem Dorf in der Nähe von Augsburg. Er sprach kein Englisch, war nur einmal nach Berlin geflogen und hatte, abgesehen von einem früheren Tagesausflug in die Schweiz, noch nie eine internationale Reise unternommen, als er am 3. Oktober 1977 mit World Airways einen Charterflug von Deutschland nach San Francisco antrat. Zum Zeitpunkt der Reise war Kreuz Junggeselle; seine unmittelbare Verwandtschaft waren zwei in Deutschland lebende Schwestern.

### Erste Reise nach Bangor (1977): Ursprünglicher Vorfall

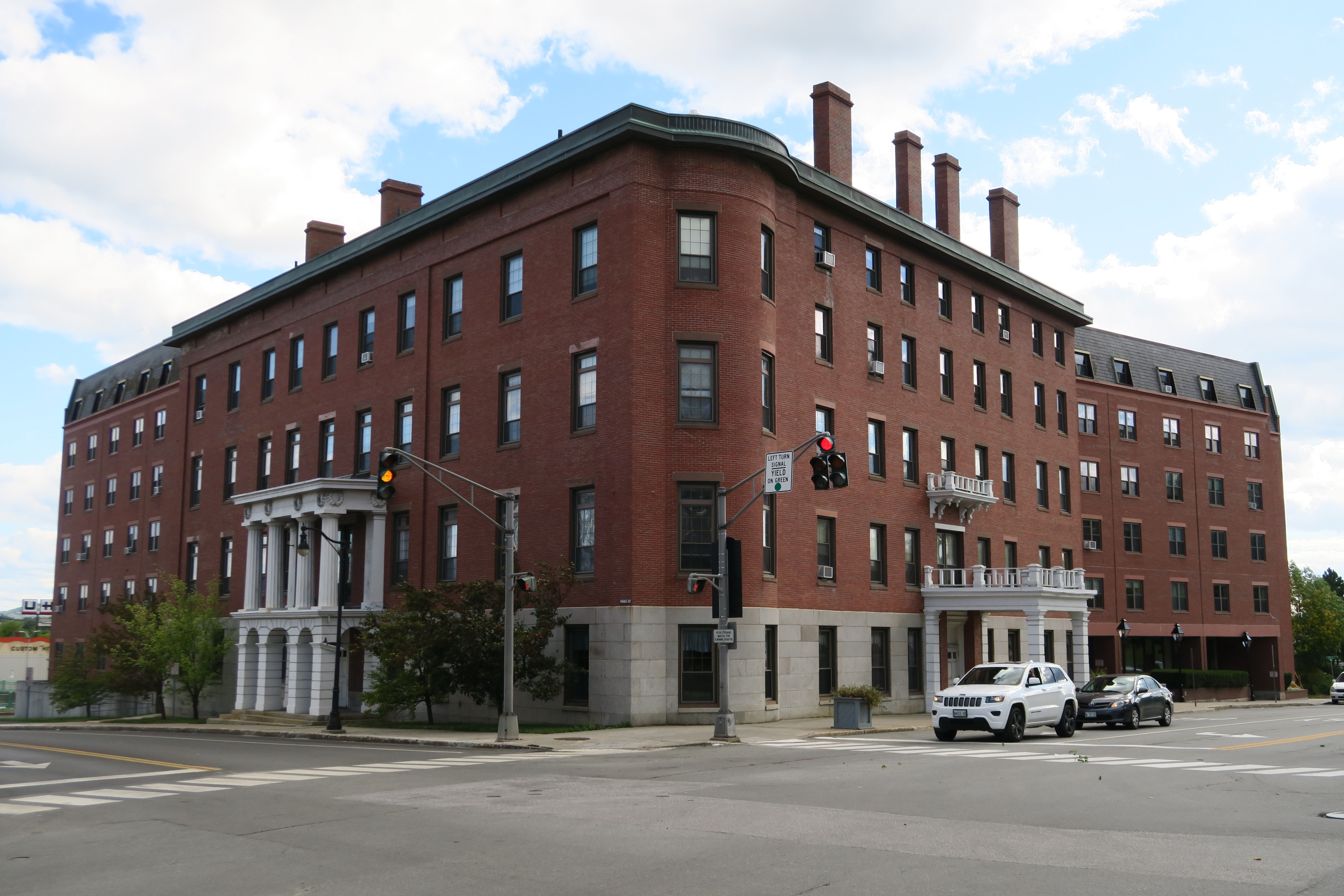
Bangor House (2016)

Am Bangor International Airport wurde zwischengelandet, um aufzutanken und den Passagieren die Möglichkeit zu geben, vor dem Weiterflug den amerikanischen Zoll und die Grenzkontrolle zu passieren. Während Kreuz noch im Halbschlaf war, kam eine Stewardess an seinen Platz, wünschte ihm einen angenehmen Besuch in San Francisco und verließ das Flugzeug. Das führte dazu, dass Kreuz fälschlicherweise glaubte, er sei in Kalifornien angekommen; er stieg aus und nahm ein Taxi in die Stadt. Als er den Fahrer um „sleep“ bat, brachte ihn das Taxi zum Bangor House Hotel, wo er sich ein Zimmer nahm.
Vier Tage lang suchte er vergeblich nach der Golden Gate Bridge und anderen Wahrzeichen von San Francisco. Die einzige Sehenswürdigkeit, die seinem ursprünglichen Bild der kalifornischen Stadt entsprach, waren zwei chinesische Restaurants; er speiste in einem, da er sich der Bekanntheit von San Franciscos Chinatown bewusst war. Er kam zu dem Schluss, dass er sich in einem Vorort der Metropole befand, aber begann seinen Fehler zu erkennen, als er sein Zimmer verlassen musste, weil das Hotel für das Elternwochenende an der Universität von Maine ausgebucht war. Als er daraufhin mit einem Taxi nach San Francisco fahren wollte, sagte ihm der Fahrer, dass San Francisco 6000 Kilometer (3700 Meilen) entfernt sei.
Durch Zufall kam er am 14. Oktober mit Gertrude und Kenneth Romine in Kontakt. Sie sprachen Deutsch und brachten ihn in ihr deutsch-amerikanisches Restaurant Black Rose im nahe gelegenen Old Town, das von ihrem Sohn Ralph Coffman geführt wurde. Gertrude war die erste, die Kreuz’ Geschichte hörte und ihm erklärte, wo er war. Die Romines und Coffman fanden für ihn anschließend ein Hotelzimmer in der nahe gelegenen Stadt Milford, während sie seine Gastgeber waren und überlegten, was sie tun sollten. Seine Geschichte wurde am 20. Oktober von der lokalen Presse aufgegriffen und bald landesweit verbreitet.

#### Reaktionen in Bangor und lokale Berühmtheit
Die Menschen in Bangor waren berührt und amüsiert, dass ihre Stadt mit San Francisco verwechselt worden war, und Kreuz wurde in den nächsten zehn Tagen zu einer lokalen Berühmtheit. Er war Ehrengast bei einer von der Handelskammer gesponserten Oktoberfest-Veranstaltung, wurde zum Ehrenmitglied des Penobscot-Stammes und des Old Town Rotary Club ernannt, erhielt die Schlüssel der Stadt, traf die lokale Berühmtheit Andre the Seal und flog am 25. Oktober in die Landeshauptstadt Augusta, um Gouverneur James B. Longley und den Secretary of State of Maine Markham L. Gartley zu treffen. Auf eigenen Wunsch besuchte er einen McDonald’s und durfte die Hamburger umdrehen. Kreuz’ 50. Geburtstag wurde mit Galapartys gefeiert, die bei McDonald’s und im Black Rose stattfanden.
Ein wachsender Kreis lokaler Bekannter organisierte für ihn Besichtigungstouren durch die Region, überall begleitet von der lokalen Presse. Kreuz war von allen Berichten beeindruckt, dankbar und charmant. Er erhielt sogar drei Heiratsanträge, und ein Ehepaar in der Stadt St. Francis im Norden von Maine schenkte ihm einen Acre (ca. 4000 Quadratmeter) Land.
Kreuz’ Urlaub sollte am 31. Oktober enden. Ursprünglich wollte er am Sonntag, dem 23. Oktober, nach Deutschland zurückkehren, wenn der Charterflug zum Tanken in Bangor zwischenlanden würde. Das gelang ihm jedoch nicht.

#### Kreuz als Schlagzeilenmacher in zwei Nationen und Berühmtheit in San Francisco
Über die Geschichte von Kreuz wurde im Time-Magazin, von der Associated Press und in der Today-Show berichtet, wo Moderator Tom Brokaw die Menschen in Bangor für ihre Gastfreundschaft lobte. Die CBS Evening News strahlten zwei Nächte hintereinander Berichte über Kreuz aus. Die Zeitschriften Stern und Der Spiegel erzählten seine Geschichte der westdeutschen Öffentlichkeit.

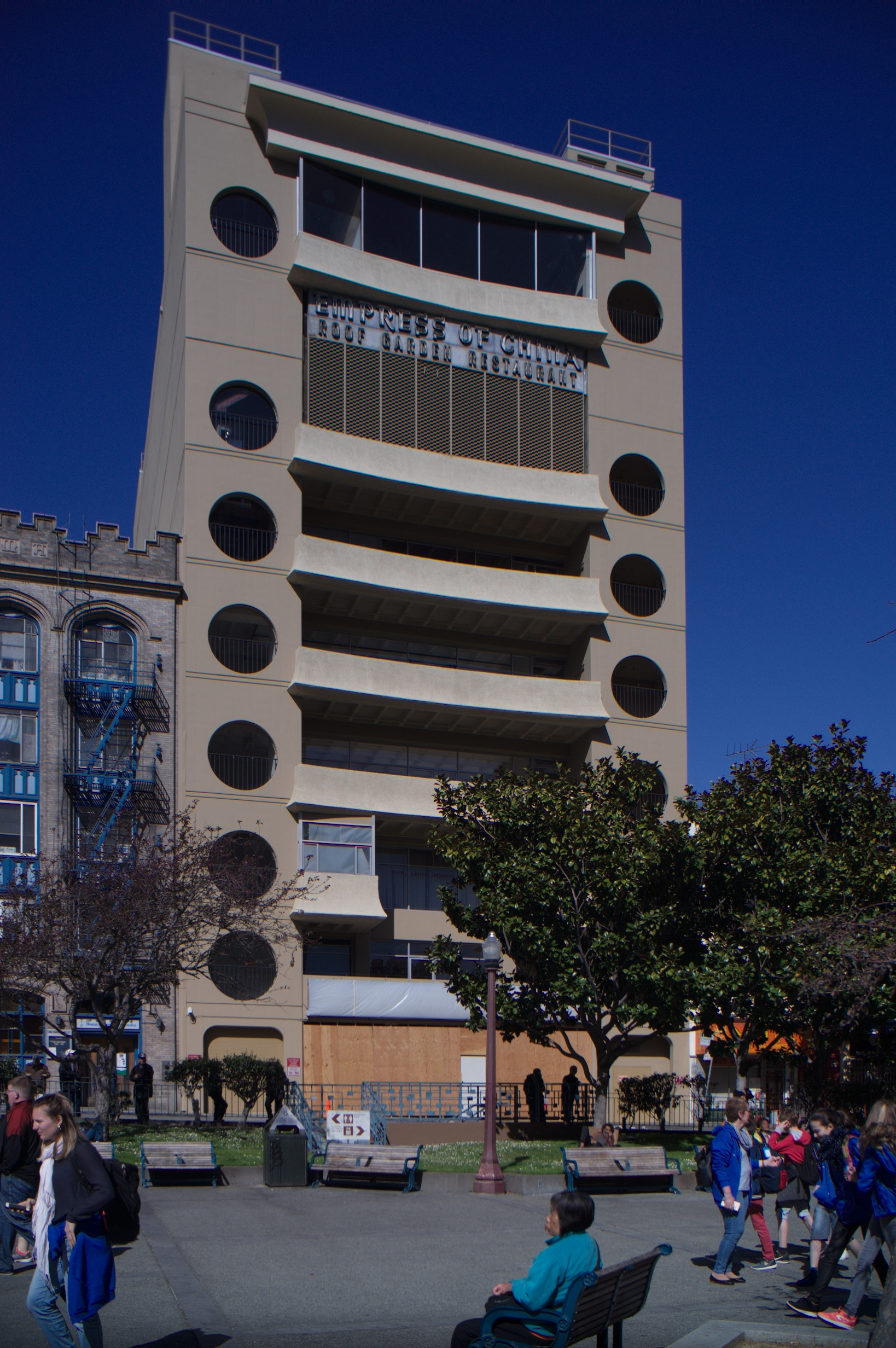
Empress of China Restaurant in San Franciscos Chinatown, 2018

Die Bürger von San Francisco waren gleichermaßen amüsiert, und der San Francisco Examiner kündigte am 26. Oktober an, Kreuz und Coffman am 28. Oktober in ihre Stadt zu fliegen, wo er noch mehr als Berühmtheit behandelt wurde. Kreuz war bei seiner Ankunft von San Francisco nicht beeindruckt und erwähnte den Mangel an Bäumen auf der Fahrt vom Flughafen. Bürgermeister George Moscone gab ihm den Schlüssel zur Stadt. Kreuz wurde auch in Chinatown gefeiert, wo er während eines Banketts im Restaurant Empress of China in die Wong Family Association aufgenommen wurde und stehende Ovationen erhielt, als er eingeladen wurde, beim Grand National Rodeo und der Horse Show im Cow Palace in den Ring zu steigen. Dort wurde ihm ein weißer Cowboyhut überreicht, nachdem er in Maine einen Kopfschmuck der amerikanischen Ureinwohner erhalten hatte. Frederic Wessinger, der Präsident der Blitz-Weinhard Brewing Company, überreichte Kreuz einen Kasten Bier. Denn auch Wessingers Urgroßvater, Gründer der Brauerei, wollte in den 1850er Jahren von Deutschland nach San Francisco reisen, landete aber stattdessen in Oregon.
Kreuz hatte zum Glück Sinn für Humor. Er sagte Moscone, er trinke 17 Bier am Tag, und als er schließlich am 31. Oktober am Oakland International Airport einen Flug zurück nach Westdeutschland bestieg, posierte er mit einem überdimensionalen Gepäckanhänger von World Airways, auf dem auf Englisch und Deutsch zu lesen war: „Please, let me off in Frankfurt am Main / Bitte, in Frankfurt aussteigen lassen“. Nach seiner Rückkehr nach Frankfurt erklärte Kreuz seine Vorliebe für Maine gegenüber San Francisco und fügte hinzu: „Wenn Kennedy sagen kann, ich bin ein Berliner, dann bin ich ein Bangor.“ Kreuz wurde in Frankfurt von der Presse, seinem Arbeitgeber Georg Schaller und Freunden begrüßt, begleitet von einem Fass Bier aus der Schaller-Brauerei.

### Zweite Reise nach Bangor (1978): Der Preis der Berühmtheit
Kreuz kehrte ungefähr ein Jahr später für einen einmonatigen Besuch nach Bangor zurück, den die Equitable Life Assurance Company organisiert hatte, um am 5. Oktober 1978 an der Eröffnungszeremonie der neuen Bangor Mall teilzunehmen. Es war das erste Einkaufszentrum, das er sah. Sein Flug landete am 25. September am Logan International Airport, wo er von den Romines abgeholt wurde und eine Tour durch Boston unternahm. Er sollte am 20. Oktober zurückfliegen, nachdem er mit ihnen zum Grand Canyon gefahren war. Die Reise festigte die Berühmtheit von Kreuz. Sie zog Tausende an und sorgte für fast so viel Publicity wie der Vorfall im Vorjahr.
Die anhaltende Berühmtheit von Kreuz kostete ihn jedoch seinen Job. Die westdeutsche Brauerei, die ihn beschäftigte, versuchte seine Bekanntheit für ihre eigenen Zwecke zu nutzen, war jedoch verärgert, als Kreuz eine Vergütung über seinen Lohn hinaus forderte. In einem Interview mit der westdeutschen Presse gab er spontan, aber naiv zu, dass er aufgrund regionaler Vertriebsvereinbarungen Bier einer Konkurrenzmarke getrunken habe. Seine einmonatige Abwesenheit, um für ein amerikanisches Einkaufszentrum zu werben (während der Oktoberfestsaison), war wahrscheinlich – wie es im geflügelten Wort heißt – der Tropfen, der das Fass zum Überlaufen brachte, als er im November 1978, kurz nach seiner Rückkehr, nach 9½ Jahren aus seiner Stellung entlassen wurde.

### Dritte Reise nach Bangor (1979): Die Grenzen der Berühmtheit
Kreuz kehrte vom 24. Februar bis zum 17. März 1979 ein drittes und letztes Mal nach Bangor zurück, jetzt auf eigene Kosten und mit nur geringem Aufsehen. Er hoffte, durch seine Berühmtheit einen Job zu finden und auswandern zu können. Er war jedoch enttäuscht, als sein einziges Jobangebot eine Stelle als Hausmeister mit Mindestlohn in der Bangor Mall war. Bevor er zurück nach Westdeutschland und in eine ungewisse Zukunft flog, gab er den Bangor Daily News ein Interview, in dem er sagte, er sei nicht verbittert, sondern „dankbar“ für das eine Jobangebot und die Freundlichkeit von Fremden, aber diese dritte Reise nach Bangor sei ein Fehler gewesen.
Er kehrte nie in die USA zurück, zahlte aber 1984 immer noch pflichtgetreu die jährliche Grundsteuer auf sein kleines Grundstück im Norden von Maine.

### Weiteres Leben
Sebastian Dalkowski, ein freiberuflicher deutscher Journalist, hat für den deutschsprachigen Geschichtspodcast Geschichten aus der Geschichte das Schicksal von Erwin Kreuz recherchiert. Nach seiner Rückkehr aus Amerika führte Erwin Kreuz sein Junggesellenleben in Adelsried weiter und heiratete nie. Seine letzten Tage verbrachte er in einem Pflegeheim im bayerischen Peiting. Seine Krankenschwester erwähnte, dass er sich regelmäßig ein Fotoalbum aus seiner Zeit in Bangor ansah, was ihn trotz seiner durch übermäßigen Alkoholkonsum verursachten Demenz wach und fröhlich gehalten habe. Er starb 2010 im Alter von 83 Jahren.

## Die Geschichte von Kreuz als Reisefolklore
Die Geschichte von Kreuz wurde bis ins 21. Jahrhundert nicht nur als Maine-Folklore, sondern auch als Folklore des modernen Luftverkehrs erzählt. Von der Kreuz-Geschichte wurde in Bill Harris’ Landscapes of America, Bd. 2 (1987). und An American Moment (1990) berichtet und sie half Gail Fine, in ihrem Buch Plato Two: Ethics, Politics, Religion, and the Soul aus dem Jahr 1999, ein philosophisches Problem zu veranschaulichen. Barbara Sjoholm (alias Barbara Wilson) machte seine Geschichte zur Grundlage für die Kurzgeschichte Looking for the Golden Gate, die in den Sammlungen Thin Ice (1981) und Miss Venezuela (1988) veröffentlicht wurde.
Die Washington Post belebte den Kreuz-Vorfall wieder, als Cat Stevens in den paranoiden Nachwirkungen des 11. September nach Bangor umgeleitet wurde. Im Jahr 2009 wurde die Geschichte von Kreuz im Frommer’s Maine Coast Guide veröffentlicht. Der ehemalige Reporter der New York Times, Blake Fleetwood, erinnert sich in einem Essay der Huffpost aus dem Jahr 2007 an den Kreuz-Vorfall, in dem er deutlich machte, dass Fehler wie der von Kreuz häufiger vorkamen, als den meisten bewusst ist.
Kreuz ist das Thema einer Ballade, die vom Folksänger Wendell Austin aus Maine aufgenommen wurde.